# 成倅
成倅（？—260年）是三国时期曹魏的武将，成济之兄。

## 生平
成倅为骑督，与親弟成济一起阻擋皇帝曹髦駕車於皇宮的東止車門前，成濟不久即經賈充慫恿而刺死皇帝。事發20日後，司馬昭不禁輿論的撻伐，將事由俱推與成濟受過、被判夷三族，成倅因此连坐受死。

### 演义
《三国演义》增加了司马昭率兵攻打淮南诸葛诞和东吴联军时，令石苞、州泰先引两军埋伏于石头城，王基、陈骞則领精兵在后，令偏将成倅引兵数万先行诱敌，等联军争抢牛马驴骡时，魏军杀出，大败诸葛诞，诸葛诞只能退回寿春闭门坚守的情节。演义中成济为兄，成倅为弟。